# Чехія на літніх Олімпійських іграх 2012
Чехія була представлена на літніх Олімпійських іграх 2012 командою із 133 спортсменів, які змагалися в 19 видах спорту. 

## Медалісти
| Медаль | Спортсмени                                       | Вид спорту                       | Дисципліна                                     | Дата      |
| ------ | ------------------------------------------------ | -------------------------------- | ---------------------------------------------- | --------- |
| Золото | Мирослава Кнапкова                               | Академічне велування             | жінки, одиночки                                | 4 серпня  |
| Золото | Барбора Шпотакова                                | Легка атлетика                   | метання списа, жінки                           | 9 серпня  |
| Золото | Давид Свобода                                    | Сучасне п'ятиборство             | чоловіки                                       | 11 серпня |
| Золото | Ярослав Кулгавий                                 | Велоспорт                        | крос                                           | 12 серпня |
| Срібло | Вавринець Граділек                               | Веслування на байдарках та каное | слалом на байдарці                             | 1 серпня  |
| Срібло | Ондржей Синек                                    | Академічне велування             | одиночки, чоловіки                             | 3 серпня  |
| Срібло | Андреа Главачкова Луціє Градецька                | Теніс                            | парний розряд                                  | 5 серпня  |
| Бронза | Адела Сікорова                                   | Стрілецький спорт                | дрібнокаліберна гвинтівка, три положення, 50 м | 4 серпня  |
| Бронза | Зузана Гейнова                                   | Легка атлетика                   | біг на 400 м з бар'єрами                       | 8 серпня  |
| Бронза | Йозеф Достал Данієл Гавел Ян Штерба Лукаш Трефіл | Веслування на байдарках та каное | байдарки-четвірки, 1000 м                      | 9 серпня  |